# Roberto Rosso (politico 1967)
Roberto Rosso (Torino, 16 agosto 1967) è un politico italiano.

## Biografia
Nel 1995 è consigliere della Regione Piemonte, nella lista della Lega Nord, di cui è capogruppo dal 1996 al 1999, quando lascia la Lega per aderire al gruppo misto. Resta consigliere regionale fino al 2000. Pubblicista, dal 2006 al 2011 è vicepresidente del Corecom Piemonte.
Nel 2011 è nominato dalla giunta regionale come commissario straordinario dell'Ente di gestione delle aree protette dei Parchi Reali, fino alla revoca nel gennaio 2016.
Alle elezioni politiche del 2018 è eletto deputato alla Camera in Forza Italia. È membro dal 2018 della IX Commissione trasporti, poste e telecomunicazioni. Dal 30 marzo 2021 è Vice Presidente del Gruppo Forza Italia alla Camera dei Deputati.
Alle elezioni politiche anticipate del 25 settembre 2022 viene candidato per il Senato in terza posizione nel collegio plurinominale Piemonte 02.